# Комаровский, Глеб Николаевич
Глеб Николаевич Комаровский (1 августа 1923, Москва — 25 июня 1984) — советский кинорежиссёр и детский писатель.

## Биография
Родился 1 августа 1923 года в Москве в семье театрального художника и критика Г. С. Комаровского.
С началом Великой Отечественной войны призван в РККА. В 1943 окончил Челябинскую военную школу авиамехаников, старший лейтенант. Награждён медалью «За победу над Германией» (1945).
После войны продолжал срочную службу, был на комсомольской работе, в 1946 году — начальник Дома офицеров Челябинского авиатехнического училища, демобилизован весной 1947 года
Демобилизовавшись работал по комсомольской линии инструктором при Челябинском горкоме. Член КПСС.
Начал выступать как писатель, как соавтор своего отца дебютировав сборником сборником рассказов для детей «Твои ровесники» вышедшей в издательстве «Детгиз» с иллюстрациями Д. Дубинского. В дальнейшем рассказы выходили в центральных и региональных издательствах, печатались в журналах, переведены на украинский, польский, чешкский, словацкий, румынский, немецкий языки.
В 1955 году окончил режиссёрский факультет ВГИКа (мастерская С. Герасимова).
В 1957 году дебютировал как кинорежиссёр дипломной работой «Не на своём месте», снятой на Одесской киностудии как фильм киностудии «Молдова-фильм» и ставшей первым игровым молдавским фильмом.
Работал на киностудии «Мосфильм», был ассистентом режиссёра и вторым режиссёром на фильмах режиссёров Юрия Егорова «Море студёное» (1954), Владимира Каплуновского «Мексиканец» (1955), Леонида Гайдая «Трижды воскресший» (1960), Татьяны Лукашевич «Ход конём» (1962), Зигфрида Кюн «Они не пройдут» (1965).
Сам как режиссёр снял лишь коротркометражку и телефильм, а также совместно с Татьяной Лукашевич два полнометражных фильма.
В 1965—1967 — режиссёр Центрального телевидения СССР.
Умер 25 июня 1984 года. Похоронен на Алексеевском кладбище.

## Фильмография
Режиссёр и сорежиссёр фильмов:
- 1957 — Не на своём месте
- 1960 — Слепой музыкант (совм. с Т. Лукашевич)
- 1961 — Чужой бумажник (к/м)
- 1966 — Девочка на шаре (совм. с Леваном Шенгелия)
- 1968 — Встречайте проездом (т/ф)